# نیدروورسباخ
نیدروورسباخ (به آلمانی: Niederwörresbach) یک شهر در آلمان است که در بیرکنفلد واقع شده‌است. نیدروورسباخ ۱٬۰۰۵ نفر جمعیت دارد.